# Лёгкая атлетика на летней Спартакиаде народов СССР 1959
Соревнования по лёгкой атлетике на II летней Спартакиаде народов СССР 1959 года проходили с 9 по 14 августа в Москве на Центральном стадионе имени В. И. Ленина. Состязания одновременно имели статус 31-го чемпионата СССР по лёгкой атлетике. На старт вышли 1343 легкоатлета из 17 сборных команд союзных республик и городов Москвы и Ленинграда. На протяжении шести дней были разыграны 38 комплектов медалей (25 у мужчин и 13 у женщин).
Лучший результат в истории лёгкой атлетики показал москвич Анатолий Ведяков в ходьбе на 50 км — 4:03.52,2 (официальные мировые рекорды в этом виде тогда не фиксировались). Он превысил достижение Григория Климова (4:05.12,2), которое тот установил на предыдущей Спартакиаде.
Трёхкратной чемпионкой Спартакиады стала Галина Попова из Ленинграда, выигравшая бег на 100 и 200 метров, а также эстафету 4×100 метров. По две победы оказалось на счету стайера Петра Болотникова (5000 и 10 000 метров), Игоря Тер-Ованесяна (прыжок в длину, эстафета 4×100 метров), Леонида Бартенева (200 метров, эстафета 4×100 метров) и Ардалиона Игнатьева (400 метров, эстафета 4×400 метров).
Москвич Олег Федосеев не смог защитить титул чемпиона Спартакиады в прыжке в длину (завоевал бронзовую медаль), однако оказался сильнейшим в тройном прыжке. Победный результат, 16,54 м, оказался всего на 16 см хуже мирового рекорда, который сам Федосеев установил в начале мая 1959 года на турнире в Нальчике.
Сергей Попов выиграл чемпионат страны в марафоне третий год подряд, у Йонаса Пипине в беге на 1500 метров серия продлилась до четырёх побед, а у Семёна Ржищина в стипль-чезе — до пяти. Однако абсолютным лидером по этому показателю стал Василий Кузнецов, в седьмой раз подряд оказавшийся сильнейшим десятиборцем страны.
Олимпийская чемпионка Нина Пономарёва в восьмой раз за последние 9 лет завоевала чемпионское звание в метании диска.
Соревнования чемпионата СССР по кроссу прошли 10 мая и 1 ноября в Москве (не входили в программу II летней Спартакиады народов СССР).

## Командное первенство
| Место | Команда             |
| ----- | ------------------- |
| 1     | Ленинград           |
| 2     | РСФСР               |
| 3     | Москва              |
| 4     | Украинская ССР      |
| 5     | Белорусская ССР     |
| 6     | Литовская ССР       |
| 7     | Эстонская ССР       |
| 8     | Латвийская ССР      |
| 9     | Грузинская ССР      |
| 10    | Казахская ССР       |
| 11    | Таджикская ССР      |
| 12    | Узбекская ССР       |
| 13    | Молдавская ССР      |
| 14    | Азербайджанская ССР |
| 15    | Киргизская ССР      |
| 16    | Армянская ССР       |
| 17    | Туркменская ССР     |

## Призёры

### Мужчины
| Дисциплина             | Золото                                                                                     | Золото            | Серебро                                                                                | Серебро          | Бронза                                                                   | Бронза           |
| ---------------------- | ------------------------------------------------------------------------------------------ | ----------------- | -------------------------------------------------------------------------------------- | ---------------- | ------------------------------------------------------------------------ | ---------------- |
| 100 м                  | Эдвин Озолин Ленинград                                                                     | 10,5              | Леонид Бартенев Украинская ССР Киев                                                    | 10,5             | Юрий Коновалов Азербайджанская ССР Баку                                  | 10,5             |
| 200 м                  | Леонид Бартенев Украинская ССР Киев                                                        | 21,7              | Юрий Коновалов Азербайджанская ССР Баку                                                | 21,8             | Эдвин Озолин Ленинград                                                   | 21,8             |
| 400 м                  | Ардалион Игнатьев Ленинград                                                                | 47,6              | Арнольд Мацулевич Украинская ССР Киев                                                  | 47,8             | Алексей Гарбуз Таджикская ССР Ленинабад                                  | 48,2             |
| 800 м                  | Абрам Кривошеев Украинская ССР Черновцы                                                    | 1.50,5            | Василий Савинков Казахская ССР Алма-Ата                                                | 1.50,5           | Владимир Цымбалюк Ленинград                                              | 1.50,6           |
| 1500 м                 | Йонас Пипине Литовская ССР Вильнюс                                                         | 3.45,9            | Владимир Окороков Москва                                                               | 3.46,6           | Евгений Момотков РСФСР Тула                                              | 3.47,4           |
| 5000 м                 | Пётр Болотников Москва                                                                     | 13.52,8           | Александр Артынюк Ленинград                                                            | 13.53,0          | Евгений Жуков Ленинград                                                  | 14.12,0          |
| 10 000 м               | Пётр Болотников Москва                                                                     | 29.03,0           | Лембит Виркус Эстонская ССР Тарту                                                      | 29.16,2          | Александр Артынюк Ленинград                                              | 29.39,6          |
| Марафон                | Сергей Попов Ленинград                                                                     | 2:21.54,2         | Виктор Байков РСФСР Рязань                                                             | 2:25.20,0        | Борис Гришаев РСФСР Сталинград                                           | 2:25.30,0        |
| 3000 м с препятствиями | Семён Ржищин Москва                                                                        | 8.42,4            | Геннадий Репин Украинская ССР Харьков                                                  | 8.44,4           | Николай Соколов РСФСР Вологда                                            | 8.44,6           |
| 110 м с барьерами      | Анатолий Михайлов Ленинград                                                                | 14,2              | Валентин Чистяков РСФСР Ростов-на-Дону                                                 | 14,5             | Дорофей Блинов Москва                                                    | 14,6             |
| 200 м с барьерами      | Юрий Петров Москва                                                                         | 24,0              | Анатолий Михайлов Ленинград                                                            | 24,0             | Алексей Кленин Ленинград                                                 | 24,3             |
| 400 м с барьерами      | Алексей Кленин Ленинград                                                                   | 52,0              | Юрий Литуев Москва                                                                     | 52,2             | Павел Седов РСФСР Краснодар                                              | 52,7             |
| Прыжок в высоту        | Игорь Кашкаров Москва                                                                      | 2,11 м            | Роберт Шавлакадзе Грузинская ССР Тбилиси                                               | 2,11 м           | Василий Хорошилов РСФСР Ростов-на-Дону                                   | 2,05 м           |
| Прыжок с шестом        | Игорь Петренко Украинская ССР Киев                                                         | 4,50 м            | Владимир Булатов Ленинград                                                             | 4,50 м           | Янис Красовскис Москва                                                   | 4,45 м           |
| Прыжок в длину         | Игорь Тер-Ованесян Украинская ССР Львов                                                    | 7,87 м            | Дмитрий Бондаренко Ленинград                                                           | 7,82 м           | Олег Федосеев Москва                                                     | 7,72 м           |
| Тройной прыжок         | Олег Федосеев Москва                                                                       | 16,54 м           | Олег Ряховский Узбекская ССР Ташкент                                                   | 16,38 м          | Владимир Горяев Белорусская ССР Минск                                    | 16,32 м          |
| Толкание ядра          | Вартан Овсепян Армянская ССР Ереван                                                        | 17,53 м           | Адольфас Варанаускас Литовская ССР Каунас                                              | 17,17 м          | Виктор Липснис Ленинград                                                 | 17,05 м          |
| Метание диска          | Отто Григалка Москва                                                                       | 54,75 м           | Альгимантас Балтушникас Литовская ССР Каунас                                           | 53,89 м          | Каупо Метсур Эстонская ССР Тарту                                         | 53,63 м          |
| Метание молота         | Василий Руденков Москва                                                                    | 64,19 м           | Анатолий Самоцветов Москва                                                             | 63,02 м          | Фёдор Ткачёв Украинская ССР Киев                                         | 62,29 м          |
| Метание копья          | Виктор Цыбуленко Украинская ССР Киев                                                       | 76,89 м           | Чарльз Валлман Эстонская ССР Таллин                                                    | 75,65 м          | Игорь Захаров Ленинград                                                  | 74,35 м          |
| Десятиборье*           | Василий Кузнецов Москва                                                                    | 8006 очков (7616) | Юрий Кутенко Украинская ССР Львов                                                      | 7192 очка (7168) | Борис Столяров Ленинград                                                 | 6752 очка (6862) |
| Ходьба на 20 км        | Михаил Лавров РСФСР Воронеж                                                                | 1:27.53,4         | Анатолий Ведяков Москва                                                                | 1:28.02,0        | Григорий Паничкин Таджикская ССР Сталинабад                              | 1:28.09,0        |
| Ходьба на 50 км        | Анатолий Ведяков Москва                                                                    | 4:03.52,2         | Анатолий Егоров Ленинград                                                              | 4:06.27,0        | Григорий Климов Ленинград                                                | 4:07.42,0        |
| Эстафета 4×100 м       | Украинская ССР · Игорь Тер-Ованесян · Вадим Архипчук · Михаил Бондаренко · Леонид Бартенев | 40,9              | Москва Слава Прохоровский Вячеслав Ширинский Юрий Петров Юрий Башлыков                 | 41,3             | Ленинград Анатолий Жубряков Александр Ляскин Евгений Гетман Эдвин Озолин | 41,3             |
| Эстафета 4×400 м       | Ленинград Константин Грачёв Владимир Ефишин Валерий Булышев Ардалион Игнатьев              | 3.11,9            | Украинская ССР · Юрий Фокин · Абрам Кривошеев · Григорий Свербетов · Арнольд Мацулевич | 3.14,0           | Москва Валентин Рахманов Игорь Ильин Владимир Марков Евгений Аракелян    | 3.14,0           |

* Для определения победителя в соревнованиях десятиборцев использовалась старая система начисления очков. Пересчёт с использованием современных таблиц перевода результатов в баллы приведён в скобках.

### Женщины
| Дисциплина       | Золото                                                                   | Золото     | Серебро                                                                                 | Серебро   | Бронза                                                                          | Бронза    |
| ---------------- | ------------------------------------------------------------------------ | ---------- | --------------------------------------------------------------------------------------- | --------- | ------------------------------------------------------------------------------- | --------- |
| 100 м            | Галина Попова Ленинград                                                  | 11,6       | Вера Крепкина Украинская ССР Киев                                                       | 11,8      | Нонна Полякова РСФСР Нальчик                                                    | 11,8      |
| 200 м            | Галина Попова Ленинград                                                  | 24,2       | Мария Иткина Белорусская ССР Минск                                                      | 24,4      | Нина Башлыкова Москва                                                           | 24,6      |
| 400 м            | Мария Иткина Белорусская ССР Минск                                       | 53,7       | Екатерина Парлюк Ленинград                                                              | 54,6      | Татьяна Аврамова Белорусская ССР Минск                                          | 55,2      |
| 800 м            | Людмила Шевцова Украинская ССР Днепропетровск                            | 2.07,4     | Дзидра Левицка Латвийская ССР Рига                                                      | 2.08,3    | Вера Муханова РСФСР Московская область                                          | 2.08,5    |
| 80 м с барьерами | Галина Быстрова РСФСР Горький                                            | 11,0       | Ирина Пресс Ленинград                                                                   | 11,0      | Римма Кошелева РСФСР Горький                                                    | 11,0      |
| Прыжок в высоту  | Таисия Ченчик РСФСР Челябинск                                            | 1,74 м     | Галина Акимова Москва                                                                   | 1,71 м    | Валентина Баллод Узбекская ССР Ташкент                                          | 1,68 м    |
| Прыжок в длину   | Валентина Шапрунова Ленинград                                            | 6,21 м     | Татьяна Фролова Москва                                                                  | 6,20 м    | Вильве Маремяэ Эстонская ССР Тарту                                              | 6,06 м    |
| Толкание ядра    | Тамара Пресс Ленинград                                                   | 16,65 м    | Людмила Жданова РСФСР Московская область                                                | 15,87 м   | Нина Пономарёва Москва                                                          | 15,02 м   |
| Метание диска    | Нина Пономарёва Москва                                                   | 52,87 м    | Ламара Тугуши Грузинская ССР Батуми                                                     | 51,61 м   | Тамара Пресс Ленинград                                                          | 50,98 м   |
| Метание копья    | Бируте Каледене Литовская ССР Каунас                                     | 53,64 м    | Алевтина Шаститко Ленинград                                                             | 52,98 м   | Эльвира Озолина Ленинград                                                       | 52,61 м   |
| Пятиборье        | Ирина Пресс Ленинград                                                    | 4766 очков | Галина Гринвальд Ленинград                                                              | 4593 очка | Мария Романова РСФСР Иваново                                                    | 4453 очка |
| Эстафета 4×100 м | Ленинград Лариса Кулешова Людмила Нечаева Галина Алексеева Галина Попова | 46,2       | РСФСР · Зоя Шилова · Тамара Макарова · Нонна Полякова · Галина Резчикова                | 46,5      | Украинская ССР · Вера Крепкина · Лилия Соловьёва · Лилия Макошина · Лия Хитрина | 47,0      |
| Эстафета 4×200 м | Москва Галина Гайда Тамара Буянова Светлана Ветрова Нина Башлыкова       | 1.37,9     | Белорусская ССР · Татьяна Аврамова · Валентина Зарецкая · Ольга Булатова · Мария Иткина | 1.38,7    | Ленинград Валентина Шапрунова Зинаида Котова Екатерина Парлюк Ирина Пресс       | 1.39,2    |

## Чемпионат СССР по кроссу
Лично-командный чемпионат СССР по кроссу в 1959 году прошёл в два этапа в Москве. 10 мая мужчины соревновались в беге на 5 км, а женщины — 1 км. 1 ноября на осеннем первенстве определились чемпионы на дистанциях 8 и 2 км соответственно.

### Мужчины
| Дисциплина            | Золото                                  | Золото  | Серебро                              | Серебро | Бронза                                            | Бронза  |
| --------------------- | --------------------------------------- | ------- | ------------------------------------ | ------- | ------------------------------------------------- | ------- |
| Кросс 5 км (10 мая)   | Йонас Пипине Литовская ССР Вильнюс      | 14.38,6 | Хуберт Пярнакиви Эстонская ССР Тарту | 14.41,8 | Семён Ржищин Москва                               | 14.46,2 |
| Кросс 8 км (1 ноября) | Александр Артынюк Буревестник Ленинград | 24.06,0 | Алексей Десятчиков ЦСКА Москва       | 24.06,4 | Николай Пудов Трудовые резервы Московская область | 24.07,0 |

### Женщины
| Дисциплина            | Золото                           | Золото | Серебро                            | Серебро | Бронза                                      | Бронза |
| --------------------- | -------------------------------- | ------ | ---------------------------------- | ------- | ------------------------------------------- | ------ |
| Кросс 1 км (10 мая)   | Нина Мных Москва                 | 2.58,5 | Нина Тымчук Украинская ССР Винница | 3.00,3  | Любовь Январёва Украинская ССР Львов        | 3.02,2 |
| Кросс 2 км (1 ноября) | Елизавета Ермолаева Динамо Минск | 6.05,6 | Нина Откаленко ЦСКА Москва         | 6.07,2  | Тамара Бабинцева Трудовые резервы Ленинград | 6.11,0 |